# Саидов, Гамзат Саидович
Гамзат Саидович Саидов (13 октября 2000) — российский спортсмен, специализируется по грэпплингу.

## Спортивная карьера
В начале августа 2019 года в городе Орёл стал серебряным призёром первенства России среди юниоров 18-19 лет в разделе «грэпплинг-ги». В декабре 2020 года на чемпионате России по грэпплингу в разделе «без кимоно» в городе Шали стал бронзовым призёром. В середине ноября 2022 года в Каспийске неудачно выступил на чемпионате России.

## Личная жизнь
Является выпускником юридического факультета Дагестанского государственного университета.